# Cerro los Naranjos
Cerro los Naranjos is een stratovulkaan in het departement Sonsonate in El Salvador. De berg is ongeveer 1969 meter hoog. Aan de voet aan de oostkant van de vulkaan ligt de plaats Los Naranjos.
De vulkaan is onderdeel van de vulkanische bergketen Cordillera de Apaneca. Ongeveer twee kilometer naar het noordwesten ligt de vulkaan Cerro el Aguila en ongeveer zes kilometer naar het zuidoosten de Santa Ana-vulkaan. Op ongeveer 3,5 kilometer naar het noordoosten ligt de berg Cerro Malacara.